# Raphionacme inconspicua
Raphionacme inconspicua là một loài thực vật có hoa trong họ La bố ma. Loài này được H.Huber miêu tả khoa học đầu tiên năm 1955.